# Alexandre Kéléty
Alexandre Kéléty (* vor 1918 in Budapest, Ungarn; † 1940) war ein ungarischer Bildhauer.

## Leben
Kélétys Geburtsdatum ist in der Literatur nicht bekannt; er war von 1918 bis zu seinem Tod 1940 als Künstler aktiv, unter anderem auch als Maler und Graveur.
Kéléty war verheiratet mit Hélène Grün Kéléty, einer Tochter des russisch-französischen Malers Maurice Grün.
Er emigrierte zum Ende des Ersten Weltkriegs nach Frankreich, wo er in Toulouse Schüler des ungarischen Malers und Graveurs Imre Simay war. Später studierte er in Paris. In seinen Arbeiten bildete er vielfach Tier- und Kindermotive ab, fertigte aber auch Büsten und chryselephantine Statuetten von Tänzerinnen und mythologischen Figuren im Stil des Art déco. Seine bevorzugten Materialien waren oft Bronze, Elfenbein, Marmor oder Keramik.
In der Zwischenkriegszeit stellte er mehrfach auf den Pariser Salons aus. Auf dem Salon der Société des Artistes Français von 1927 zeigte er eine Terracottabüste und 1928 und 1930 Figuren aus Bronze und Elfenbein, die alle vom Éditeur d’art (Kunstverleger) Arthur Goldscheider gefertigt und herausgegeben wurden. Auf der Exposition internationale des Arts Décoratifs et industriels modernes 1925 wurden seine Arbeiten sowohl auf dem Stand von Goldscheider als auch bei Edmond Etling gezeigt. Auf der Weltfachausstellung Paris 1937 zeigte er Skulpturen, die von den Bildgießereien Etling und Les Neveux de Jules Lehmann handwerklich umgesetzt worden waren, sowie Tierskulpturen gefertigt von M. Ollier.
Den Stil des Art déco ließ Kéléty auch in von ihm formgestaltete Alltagsgegenstände wie elektrische Leuchten, Aschenbecher und Räuchergefäße einfließen.

## Werke (Auswahl)
- Buste d’homme
- Parrots, 1930
- Une girafe assise
- Génie à la lampe
- Les trois enfants
- Les Haleurs
- Archer et ses deux lévriers
- Lanceur de javelot
- Pierrot et Pierrette
- Les Mouettes
- Désobéissant
- Panthère
- Un homme assis tenant un arc
- Un oiseau marin les ailes déployées
- Importante épreuve
- Danseuse à la culotte bouffante
- Danseuse à l’éventail
- Oisillon

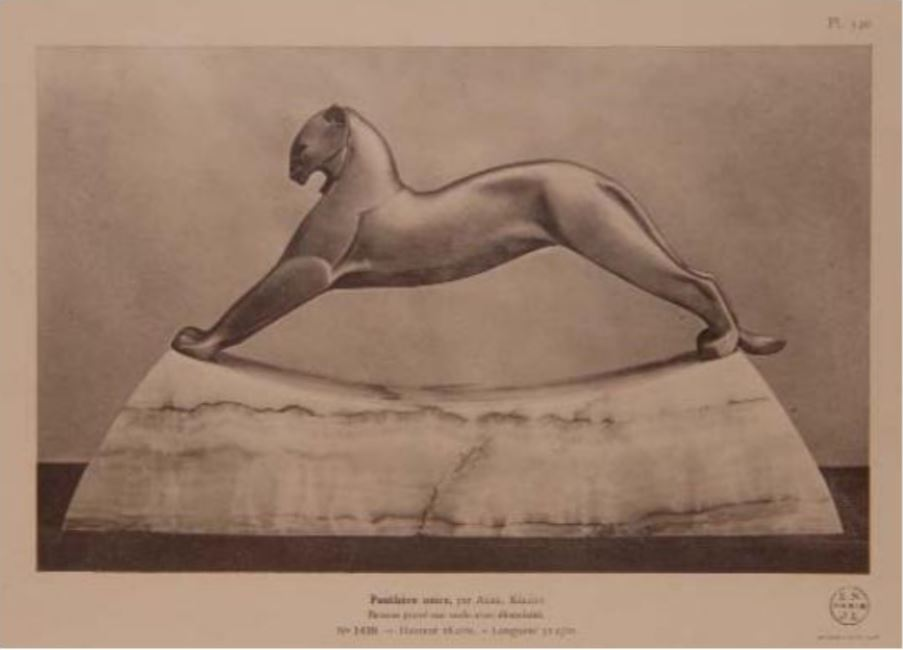
Schwarzer Panther
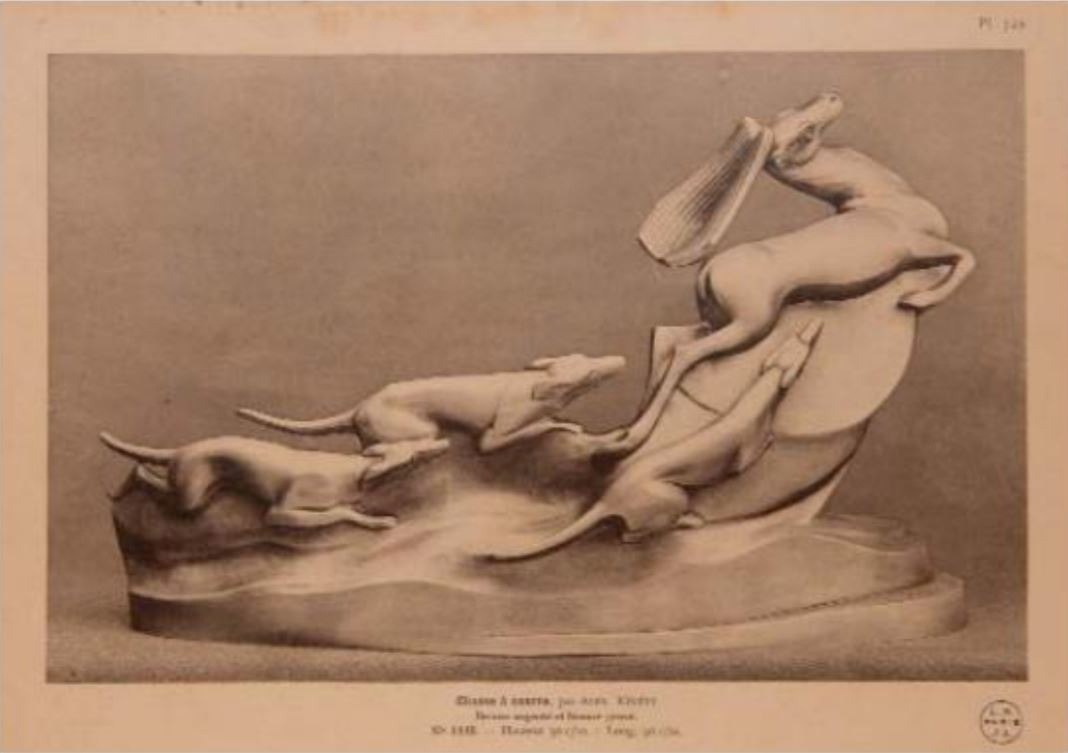
Jagende Hunde
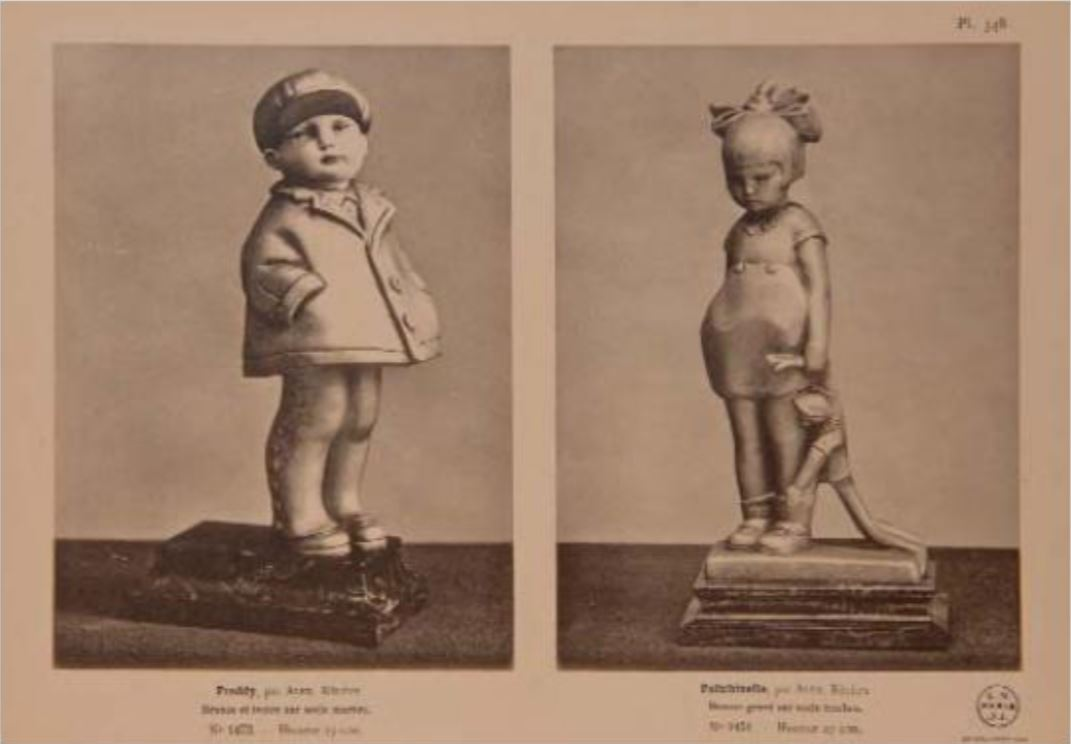
Freddy und Polichinella